# Кропива жабрієлиста
Кропива жабрієлиста (Urtica galeopsifolia) — вид рослин з родини кропивні (Urticaceae), поширений у Європі й помірних областях Азії.

## Опис

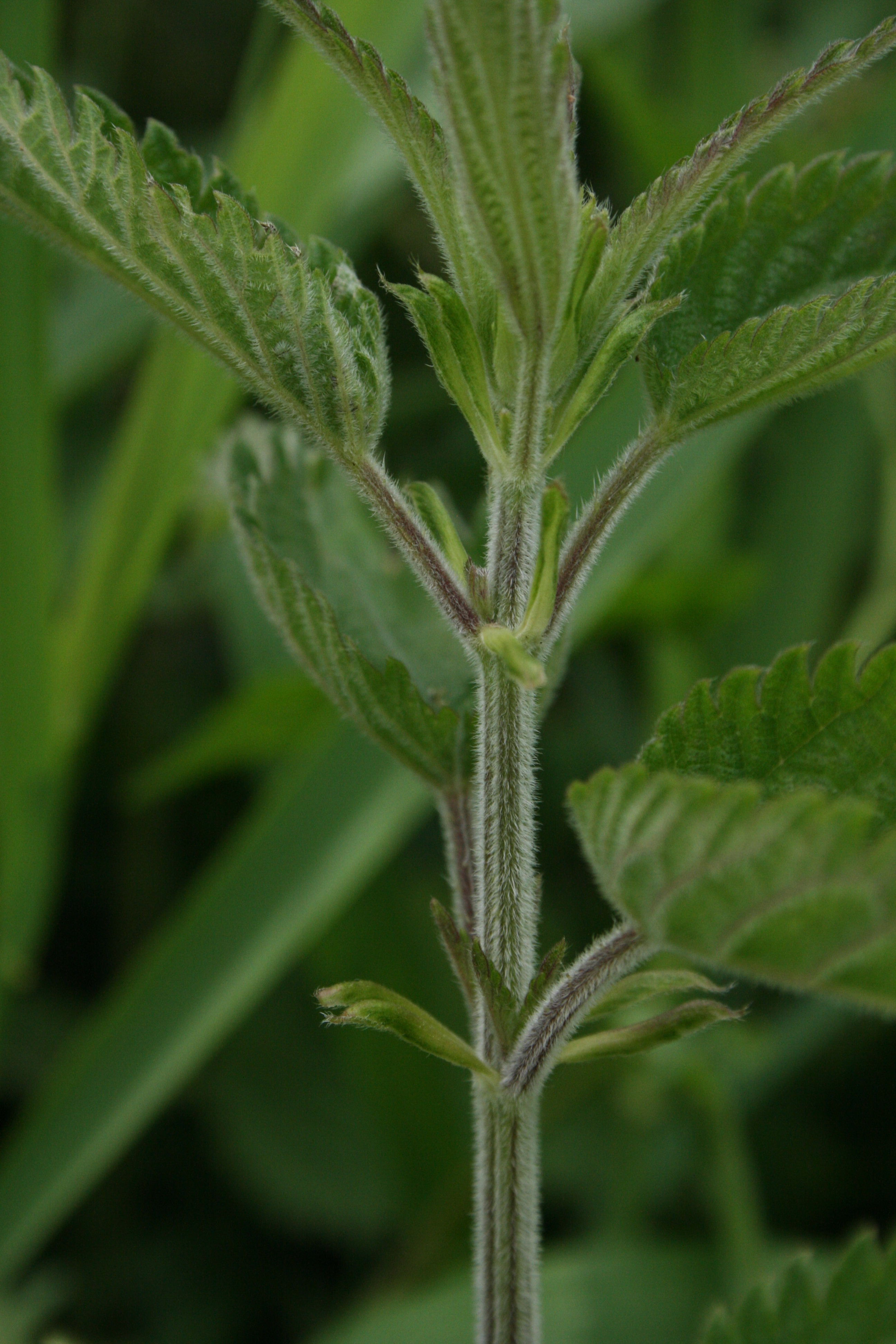

Багаторічна рослина 30–150 см заввишки. Рослина крім пекучих щетинистих волосків густо запушена простими волосками. Листки серцеподібно-ланцетні.

## Поширення
Поширений у Європі й помірних областях Азії.
В Україні зростає в лісах, чагарниках, вологих місцях — в Поліссі та Лісостепу; в Степу, зрідка. Бур'ян, кормова й волокниста рослина